# Kanggye
Kanggye (/kɐŋ.ɡje/) est une ville de Corée du Nord, en chosŏn'gŭl : 강계시 et en hanja : 江界市, chef-lieu de la province de Jagang. Sa population s’élève à 251 971 en 2008 habitants, tous habitant en zone urbaine.
Située au confluent de quatre rivières (dont le Changja, le Puk et le Nam), la ville occupe une position stratégique qui s’est affirmée depuis la dynastie coréenne des Ri (1392-1910).

## Transports
Kanggye constitue un nœud routier et ferroviaire et une plaque tournante du transport aérien en Corée du Nord. Elle se situe au croisement des lignes de chemin de fer de Kanggye et Manpo. Une autoroute la relie à Pyongyang et à d’autres villes nord-coréennes. Un aéroport civil et militaire dessert Kanggye.
Kanggye a aussi une ligne de trolleybus.

## Culture
La ville abrite une université.
Les monts Ryonhwa sont un des principaux sites touristiques. Le bureau des magistrats ainsi que les pavillons de Inphung et de Mangmi ont été classés trésors nationaux. Le pavillon de Mangmi est un ancien poste de commandement militaire construit sur un socle de granit.
Le pavillon d'Inphung a été construit en 1472, reconstruit en 1680, fortement endommagé pendant la guerre de Corée et de nouveau reconstruit. Il est situé au centre de la ville.
Le bureau des magistrats était utilisé par le gouvernement au temps de Joseon (1392-1910). Il accueille maintenant le musée d´histoire de Kanggye, fondé en 1954. Il présente des objets montrant le développement de la société depuis la préhistoire jusqu´au temps modernes. En particulier, on peut y admirer des peintures murales des tombes du Koguryo (-277 – 668) et des documents montrant le combat des chasseurs de Kanggye face à l´envahisseur américain en 1871.
Elle compte également deux biens culturels (en), le château de Kanggye (n° 188) et le pavillon Koyon (n° 182).

## Économie
Les activités industrielles notamment, métallurgie et armement, se sont rapidement développées depuis 1945. La région de Kanggye abrite des mines de cuivre, de zinc, de charbon et de graphite.
De plus, à la suite des problèmes d´approvisionnement du milieu des années 1990, une vingtaine de petites centrales électriques a été construite en six mois à la fin 1996. Cette réalisation a été donnée en exemple aux autres provinces, montrant que le peuple pouvait par son travail et ses initiatives redresser l´économie du pays, c´était la création de l´ « esprit de Kanggye ».
La ville possède une des plus grandes fabriques de meubles du pays. Elle produisait initialement des baguettes et des tables à manger. Elle compte aussi une usine de tricotage et une usine d´assaisonnement et des dizaines d´hectares de mûriers pour l´élevage des vers à soie. C´est le plus grand centre pour l´élevage des lapins.

## Divisions administratives
La ville de Kanggye est constituée de trente-quatre quartiers :
- Changja (Hangeul: 장자동 Hanja: 長者洞), anciennement Kogye (Hangeul: 고계동 Hanja: 古界洞)
- Chungsong (Hangeul: 충성동 Hanja: 忠誠洞), anciennement Inphung (Hangeul: 인풍동 Hanja: 仁豊洞), ce quartier abrite notamment le pavillon Inphung (Hangeul: 인풍루)
- Hungju (Hangeul: 흥주동 Hanja: 興州洞)
- Hyangro (Hangeul: 향로동 Hanja: 香瀘洞)
- Kangso (Hangeul: 강서동 Hanja: 江西洞)
- Konggwi (Hangeul: 공귀동 Hanja: 公貴洞)
- Kongin (Hangeul: 공인동 Hanja: 公仁洞)
- Koyong 1 (Hangeul: 고영1동 Hanja: 古營1洞)
- Koyong 2 (Hangeul: 고영2동 Hanja: 古營2洞)
- Mansu (Hangeul: 만수동 Hanja: 万壽洞), 잠업무역회사
- Naeryong (Hangeul: 내룡동 Hanja: 內龍洞)
- Namchon (Hangeul: 남천동 Hanja: 南天洞)
- Nammun ou Porte du Sud (Hangeul: 남문동 Hanja: 南門洞)
- Namsan ou Montagne du Sud (Hangeul: 남산동 Hanja: 南山洞)
- Puchang (Hangeul: 부창동 Hanja: 富倉洞)
- Pukmun ou Porte du Nord (Hangeul: 북문동 Hanja: 北門洞)
- Rodongja ou Travailleurs (Hangeul: 로동자동 Hanja: 勞動者洞), anciennement Kotang (Hangeul: 고당동 Hanja: 古堂洞)
- Ryu (Hangeul: 류동 Hanja: 柳洞), où est abrité l’usine des vins de Kanggye (Hangeul:강계포도술공장)
- Sinmun ou Nouvelle Porte (Hangeul: 신문동 Hanja: 新門洞), 조선인풍무역회사
- Sokcho (Hangeul: 석조동 Hanja: 夕朝洞)
- Sokhyon (Hangeul: 석현동 Hanja: 石峴洞)
- Sosan ou Montagne de l’Ouest (Hangeul: 서산동 Hanja: 西山洞)
- Suchim (Hangeul: 수침동 Hanja: 水砧洞)
- Taeung (Hangeul: 대응동 Hanja: 大鷹洞)
- Toksan (Hangeul: 독산동 Hanja: 篤山洞)
- Tongbu (Hangeul: 동부동 Hanja: 東部洞)
- Tongmun ou Porte de l’Est (Hangeul: 동문동 Hanja: 東門洞)
- Uichin (Hangeul: 의진동 Hanja: 義眞洞)
- Unjong (Hangeul: 은정동 Hanja: 恩情洞), anciennement Inga (hangeul: 인가리 hanja: 仁街里)
- Weryong (Hangeul: 외룡동 Hanja: 外龍洞)
- Yahak (Hangeul: 야학동 Hanja: 野鶴洞)
- Yonju (Hangeul: 연주동 Hanja: 淵州洞)
- Yonpung (Hangeul: 연풍동 Hanja: 淵豊洞)
- Yonsok (Hangeul: 연석동 Hanja: 淵石洞)

et de deux villages :
- Sinhung (Hangeul: 신흥리 Hanja: 新興里)
- Tuhung (Hangeul: 두흥리 Hanja: 斗興里)